# Jon Vickers
Jonathan Stewart Vickers, CC (* 29. Oktober 1926 in Prince Albert, Saskatchewan; † 10. Juli 2015 in Ontario) war ein kanadischer Opernsänger (Heldentenor). Er galt in den 1960er und 1970er Jahren als einer der international gefragtesten Sänger seines Fachs.

## Leben und Wirken
Jon Vickers wurde in eine musikalische Familie hineingeboren. Als sechstes von acht Kindern des Lehrers und Laienpredigers William Vickers und Myrle geb. Mossip sang er bereits als Kind in den Gottesdiensten seines Vaters. Vickers machte zunächst eine kaufmännische Lehre und arbeitete im Einzelhandel, bevor er sieben Jahre lang sein Gesangsstudium am Royal Conservatory of Music in Toronto bei George Lambert und Herman Geiger-Torel absolvierte. Im Jahr 1954 debütierte er beim Toronto Opera Festival als Herzog von Mantua in Rigoletto mit der Canadian Opera Company, wo er bis 1956 auftrat. In dieser Zeit wirkte er überwiegend als Oratoriensänger und sang außerdem beim kanadischen Rundfunk und im Fernsehen, unter anderem Cavaradossi in Tosca und Manrico in Il trovatore – Rollen, die er später nie auf der Bühne darstellte.
1957 hatte er sein Debüt am Londoner Royal Opera House als Äneas in Les Troyens. 1958 sang er in der vielbeachteten Produktion von Luchino Visconti die Titelpartie in Don Carlos an der Seite von Tito Gobbi, Boris Christow unter der Leitung von Carlo Marie Giulini. Weitere Rollen in London waren die Titelpartien in Otello und Peter Grimes sowie Radames in Aida, Riccardo in Un ballo in maschera, Florestan in Fidelio, Don José in Carmen, Giasone in Medea, Canio in Pagliacci, Laca Klemeň in Jenůfa, Samson in Samson et Dalila. Auch sang er in Wagner-Opern: Siegmund in der Walküre, Tristan und Parsifal. Seine letzte Vorstellung gab er an diesem Opernhaus im Februar 1985 als Samson in Händels gleichnamigem Oratorium.
Nach seinem Londoner Debüt wurde er weltbekannt. An der New Yorker Metropolitan Opera (Met) war er erstmals im Januar 1960 als Canio zu hören. Bis zu seiner letzten Vorstellung an diesem Haus im April 1987 absolvierte er dort über 280 Auftritte in 17 Partien, unter anderem als Otello, Äneas, Peter Grimes, Siegmund, Parsifal sowie als Erik im Fliegenden Holländer, German in Pique Dame und Don Alvaro in La Forza del Destino. Mit diesem Ensemble wirkte er zudem bei einigen Tournee-Vorstellungen und bei Gala-Konzerten mit.
Regelmäßige Gastspiele führten ihn ab 1959 an die Wiener Staatsoper (als Radames, Andrea Chénier, Don José, Don Carlos, Florestan, Otello, Tristan, Parsifal, Siegmund und Canio), die Mailänder Scala (als Canio, Peter Grimes, Siegmund, Florestan, Giasone) sowie an die Grand Opéra Paris, die Chicago Opera und die San Francisco Opera. In Medea sang er an der Seite von Maria Callas in der legendären Aufführung an der Dallas Opera im Jahr 1958 sowie 1959 am Royal Opera House und 1961/1962 an der Mailänder Scala.
Bei den Bayreuther Festspielen gastierte er im Jahr 1958 als Siegmund und 1964 als Parsifal, beide Produktionen unter der musikalischen Leitung von Hans Knappertsbusch. Trotz seines großen Erfolges als Wagnersänger weigerte er sich aufgrund seiner religiösen Überzeugung, den Tannhäuser zu singen. Zwar studierte er diese Rolle ein, da er in den 1970er Jahren sowohl am Royal Opera House als auch an der Met dafür vorgesehen war, zog sich jedoch davon zurück. Wegen der Darstellung des Siegfried in der Götterdämmerung war er mit Herbert von Karajan im Gespräch, allerdings wurde dies nicht umgesetzt. Unter Karajans Leitung war er bei den Salzburger Festspielen 1966 und 1967 als Don José in Carmen und von 1970 bis 1972 als Otello zu hören und trat außerdem von 1967 bis 1973 mehrfach bei den Osterfestspielen (in Die Walküre, Tristan und Isolde und Fidelio) auf.  Vickers galt als einer der Lieblingssänger Karajans.
Zu Vickers’ Repertoire zählten auch die Tenor-Partie in Beethovens 9. Sinfonie und Mahlers Das Lied von der Erde. Außerdem wirkte als Oratorien- und Liedsänger, dabei interpretierte er unter anderem Franz Schuberts Winterreise, Schumanns Dichterliebe und Dvořáks Zigeunerlieder. 1988 beendete er seine Bühnenlaufbahn.
Vickers Wirken wurde durch zahlreiche Ton- und Filmaufnahmen dokumentiert, sowohl in Live-Aufnahmen als auch in Studioaufnahmen.
Für seine ausdrucksstarken Wagner-Interpretationen erhielt er 2002 den Anton-Seidl-Award der Wagner Society of New York.
Jon Vickers starb 2015 im Alter von 88 Jahren nach längerer Alzheimer-Erkrankung.

### Privates
Vickers war seit 1953 mit der Lehrerin Henrietta Outerbridge († 1991) verheiratet, aus der Ehe stammten fünf Kinder. Nach dem Tod seiner Frau heiratete er im Jahr 1993 Judith Stewart.

## Bedeutung und Rezeption
Vickers galt als herausragender dramatischer Tenor und als einer der bedeutendsten Heldentenöre der zweiten Hälfte des zwanzigsten Jahrhunderts. Seine Stimme besaß ein kraftvolles Volumen mit einem etwas kehligen Timbre und wurde als nicht immer schön, dafür aber als dramatisch und emotional ausdrucksstark mit besonderer Intensität sowie wahrhaftig im Sinne des Werkes beschrieben und wurde auch als „Jahrhundertstimme“ bezeichnet.

„Er ist ein schwieriger Mensch. Über jede Rolle macht er sich viele Gedanken ... auf der Bühne aber wirkt er ungeheuer imposant. Seine großen Rollen - Tristan, Othello - krönt er durch eine einzigartige musikalische Phrasierung. Mag sie auch eigenwillig sein, sie ist immer wohldurchdacht. Bei so vielen Sängern geht die Musik immer in ein und dieselbe Richtung; bei Vickers fällt sie stets individuell aus, ist jedes Mal etwas Besonderes.“

„Wie Callas vermittelt auch Vickers' Singen weniger schöne Erlebnisse als schmerzliche Erfahrungen: Leid-Erfahrungen. Hat man ihn als José, als Aeneas, als Florestan, als Othello oder Tristan gehört, so bewahrt die Erinnerung nicht einzelne schöne Töne oder Klänge, sondern ein Bild von größter Eindringlichkeit. In seinem Singen steckt eine Kraft der Evokation, ja der Beschwörung, die einzigartig ist und vokale Schwächen nebensächlich macht.“

„Ob Siegmund oder Tristan, Vickers vermochte nicht nur den Wagemut und Stolz dieser Figuren hörbar zu machen, sondern vor allem auch ihre Menschlichkeit. Dass es ihm gelang, alle Wagner'schen Orchesterwogen zu durchdringen, dann aber im Pianissimo der Liebesduette auch sensibel zu phrasieren, hie und da den Stimmklang in ätherische Regionen zurückzunehmen, sicherte ihm die Liebe des Publikums und das Wohlwollen von Dirigenten wie Sir Georg Solti oder Herbert von Karajan, der Vickers in Salzburg auch als Florestan in „Fidelio“ und vor allem im später verfilmten „Otello“ präsentierte.“

## Diskografie (Auswahl)
- Fidelio (Ludwig van Beethoven)
  - Christa Ludwig, John Vickers, Walter Berry, Gottlob Frick, Ingeborg Hallstein u. a. Philharmonia Orchester und Chor, Dirigent: Otto Klemperer  (Aufnahme 1962)
  - Christa Ludwig, Gundula Janowitz, Jon Vickers, Walter Berry u. a., Chor und Orchester der Wiener Staatsoper, Dirigent: Herbert von Karajan
  - Helen Donath, Helga Dernesch, Jon Vickers, Karl Ridderbusch, Zoltán Kelemen u. a., Chor der Deutschen Oper Berlin, Berliner Philharmoniker, Dirigent: Herbert von Karajan (Aufnahme 1970)
- Les Troyens (Hector Berlioz): Jon Vickers, Josephine Veasey, Berit Lindholm u. a. Chor und Orchester Royal Opera House London, Dirigent: Colin Davis (Philipps; 1970)
- Carmen (Georges Bizet): Mirella Freni, Jon Vickers, Kostas Paskalis u. a. Chor und Orchester der Pariser Oper, Dirigent: Rafael Frühbeck de Burgos (EMI; 1970)
- Peter Grimes (Benjamin Britten): Jon Vickers, Heather Harper, Jonathan Summers u. a., Chor und Orchester Royal Opera House, Dirigent: Colin Davis (Philips; 1978)
- Medea (Luigi Cherubini)
  - Maria Callas, Teresa Berganza, Elisabeth Carron, Jon Vickers, Nicola Zaccaria u. a., Chor und Orchester der Dallas Opera, Dirigent: Nicola Rescigno (Aufnahme 1958)
  - Maria Callas, Jon Vickers, Fiorenza Cossotto, Nicola Zaccaria, Joan Carlyle u. a., Chor und Orchester Royal Opera House, Dirigent: Nicola Rescigno (Live-Aufnahme 1959)
  - Maria Callas, Jon Vickers, Nicolai Ghiaurov, Giulietta Simionato u. a., Chor und Orchester des Teatro alla Scala, Dirigent: Thomas Schippers (Aufnahme 1961)
- The Dream of Gerontius (Edward Elgar): Jon Vickers, Constance Shacklock, Marian  Nowakowski, Orchestra Sinfonica di Roma della RAI, Dirigent: John Barbirolli (Aufnahme 1957)
- Messiah (G.F. Händel): Jennifer Vyvyan, Monica Sinclair, Jon Vickers, Giorgio Tozzi, Royal Philharmonic Orchestra und Chor, Dirigent: Thomas Beecham (Aufnahme 1959)
- Pagliacci (Ruggero Leoncavallo): Jon vickers, Joan Carlyle, Cornell MacNeil, José Nait, u. a., Chor und Orchester des Teatro Colón, Dirigent: Bruno Bartoletti (Aufnahme 1968)
- Samson et Dalila (Camille Saint-Saëns): Rita Gorr, Jon Vickers, Ernest Blanc u. a., Orchester der Pariser Oper, Dirigent: Georges Prêtre (EMI classics; 1963)
- Aida (Verdi): Leontyne Price, Rita Gorr, Jon Vickers, Robert Merrill u. a., Chor und Orchester der Oper Rom, Dirigent: Georg Solti (Aufnahme 1962)
- Messa da Requiem (Verdi): Montserrat Caballé, Fiorenza Cossotto, Jon Vickers, Ruggero Raimondi, New Philharmonia Chor und Orchester, Dirigent: John Barbirolli (Angel Records; 1979)
- Otello (Giuseppe Verdi)
  - Jon Vickers, Leonie Rysanek, Tito Gobbi u. a. Chor und Orchester der Oper Rom, Dirigent: Tullio Serafin (Aufnahme 1960)
  - Jon Vickers, Mirella Freni, Peter Glossop u. a., Chor der Deutschen Oper Berlin, Berliner Philharmoniker, Dirigent: Herbert von Karajan (Aufnahme 1973 auch als DVD erhältlich)
- Die Walküre (Richard Wagner)
  - Jon Vickers, Leonie Rysanek, Josef Greindl, Astrid Varney u. a., Orchester der Bayreuther Festspiele, Dirigent: Hans Knappertsbusch (Aufnahme von 1958)
  - Birgit Nilsson, Gré Brouwenstijn, Rita Gorr, Jon Vickers u. a., London Symphony Orchestra, Dirigent: Erich Leinsdorf (Aufnahme 1961)
  - Régine Crespin, Gundula Janowitz, Josephine Veasey, Jon Vickers, Thomas Steward u. a., Berliner Philharmoniker, Dirigent: Herbert von Karajan (Aufnahme Salzburg 1967)
  - Birgit Nilsson, Leonie Rysanek, Jon Vickers, Thomas Stewart, Orchester der Metropolitan Opera, Dirigent; Berislav Klobučar
- Tristan und Isolde (Richard Wagner)
  - Jon Vickers, Helga Dernesch, Christa Ludwig, Walter Berry, Karl Ridderbusch, Berliner Philharmoniker, Dirigent: Herbert von Karajan (EMI; 1972)
  - Birgit Nilsson, Jon Vickers, Ruth Hesse, Bengt Rundgren, Walter Berry, Orchestre National de France, Dirigent: Karl Böhm (Live-Aufnahme 1973)
  - Birgit Nilsson, Jon Vickers, Grace Hoffman, Franz Crass, Ricardo Yost u. a., Orchester des Teatro Colón, Dirigent: Horst Stein (Live-Aufnahme 1971)

## Hörbeispiele
- Aufnahmen (Video) bei Operaonvideo.com
- „Io l’ho perduta!“ (MP3; 419 kB) (Verdi: Don Carlos – Tullio Serafin, 1961)